# Harff’sche Burg
Die Harff’sche Burg ist die Ruine einer Niederungsburg auf dem Privatgelände des Trompeterhofes zwischen dem Neffelbach und dem Friedhof in Nörvenich, Kreis Düren, Nordrhein-Westfalen.

## Geschichte

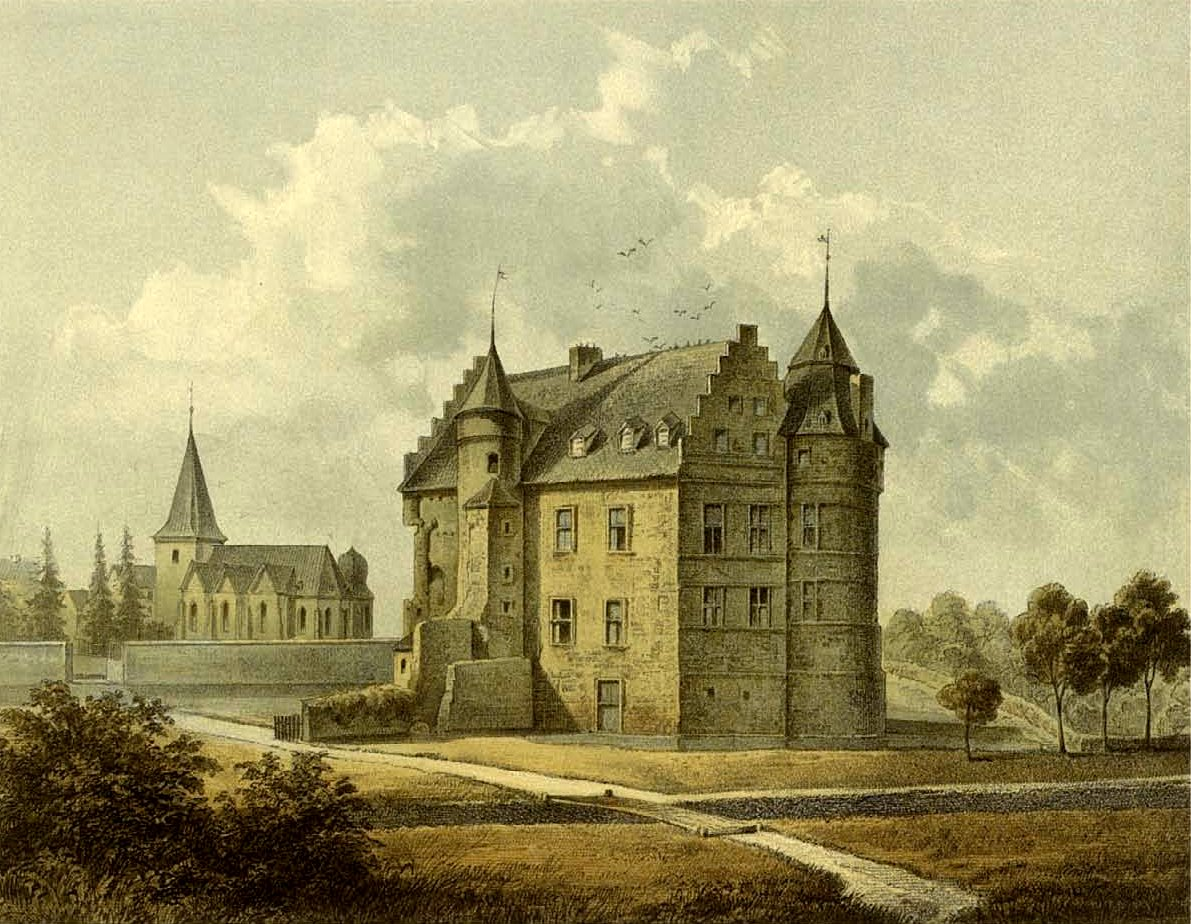
Burg Nörvenich um 1860, Sammlung Alexander Duncker

Werner von Vlatten-Merode erhielt um 1400 durch Erbteilung einen Hof in Nörvenich. An dieser Stelle wurde eineinhalb Jahrhunderte später eine Burg errichtet, die Harff’sche Burg. Sie wurde 1565 durch Johann von Harff zu Geilenkirchen erbaut.
100 Jahre später fiel der Besitz an Philipp Wilhelm Freiherr von Harff-Dreyborn.
Im 19. Jahrhundert erwarb Maximilian Graf Wolff Metternich die Niederungsburg mit den dazugehörenden Hofanlagen. Durch Heirat gelangte sie dann in den Besitz der Vicomtes de Maistre zu Gymnich.
Die Burg ist seit 1880 unbewohnt. Seitdem stürzte die Ruine immer weiter ein.
1904 stürzten große Teile des Daches ein, 1909 die Staffelgiebel, 1933 waren alle Dach- und Giebelteile verschwunden. 1935 wurde eine Renovierung des Erkers vorgenommen und 1938 versuchte man, Sicherungsmaßnahmen am Mauerwerk und am Treppenturm vorzunehmen, die jedoch wegen des Baus des Westwalls nie zum Abschluss gebracht wurden. Im Dezember 2017 stellte das Landesdenkmalamt NRW 12.000 Euro für erste Sicherungsmaßnahmen der Ruine zur Verfügung
Anfang der 1930er Jahre gelangte der Besitz in Privathand.
Die Burg wurde am 19. März 1985 in die Denkmalliste der Gemeinde Nörvenich unter Nr. 42 eingetragen.
Im Jahr 2018 bewilligte die Bundesregierung 850.000 Euro zur Renovierung bzw. für den Erhalt der Ruine.

## Besitzverhältnisse
| Jahr              | Besitzer etc. |
| ----------------- | --- |
| 1400              | Ritter Werner von Vlatten-Merode kauft einen Hof in Nörvenich vom Knappen Werner von Torre, genannt von der Zyntzelmaier                                 |
| 1425              | Gerhard von Eyenberg, verheiratet mit Adelheid von Vlatten-Merode                                                                                        |
| 1544              | Rabolt von Plettenberg, verheiratet mit Margaretha von Eynenberg                                                                                         |
| 1546              | Freiherr Johann von Harff zu Geilenkirchen († 1585), verheiratet mit Irmgard von Plettenberg                                                             |
| 1565              | Bau der Harff’schen Burg |
| 1642              | Brandschatzung von Nörvenich durch ein Söldnerheer |
| 1668, 26. Februar | Werner, Freiherr von Harff und Landskron in Geilenkirchen                                                                                                |
| 1672              | Anton von der Gracht Freiherr von Wanghe, verheiratet mit Margarethe Therese von Harff                                                                   |
| 1678              | Nörvenich ging unter, außer der Gymnicher Burg, der Harff’schen Burg, der Kirche und einem Haus (französische Truppen unter dem Marschall von Luxemburg) |
| 1700              | Pächter: Henricus Olberts, verheiratet mit Maria Zilkens                                                                                                 |
| 1701–1709         | Spanischer Erbfolgekrieg |
| 1745              | Freiherr von Harff zu Dreyborn |
| 1780              | Rentmeister: Kaplan Wilhelm Evertz |
| 18. Jh.           | Bau des heutigen Trompterhofes, Hirtstraße 13 |
| Bis 1840          | blieb die Harff’sche Burg im Besitz deren von Harff-Dreyborn                                                                                             |
| 1840              | Graf Maximilian von Wolff-Metternich, Vereinigung mit der Gymnicher Burg                                                                                 |
| Bis 1880          | Letzter Bewohner war Dr. Baptist (Christian-Wilhelm) Lenz                                                                                                |
| 1904              | Einsturz des Dachstuhls |
| 1932              | Doktor Schütz, mit Trompeterhof |
| 1957              | Familie Leunissen (heute Berthold Leunissen) mit Trompeterhof                                                                                            |

## Anlage
Die zweigeschossige, rechteckige Burg war ein etwa 22 × 11 m großer Ziegelsteinbau mit einem Satteldach. An der Ostecke befand sich ein mächtiger Rundturm, dem ein schlanker Treppenturm an der Südseite gegenüberstand.